# Martew
Martew – wieś w Polsce położona w województwie zachodniopomorskim, w powiecie wałeckim, w gminie Tuczno.
Ok. 1 km na północny wschód od wsi znajduje się jezioro Tuczno.
W latach 1975–1998 miejscowość administracyjnie należała do województwa pilskiego.

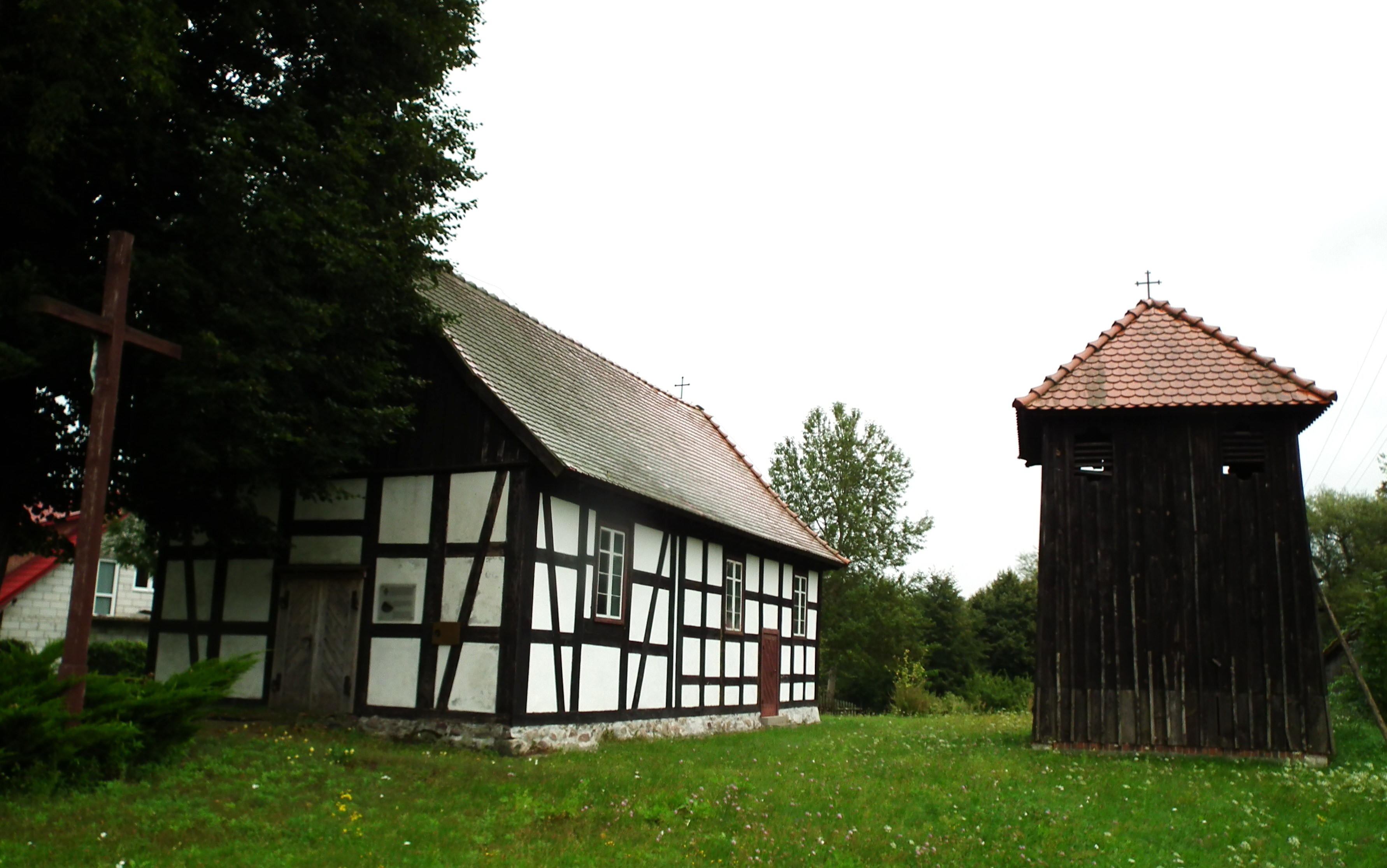
Kościół Matki Boskiej Różańcowej w Martwi